# 朱德懋
朱德懋（1932年—），男，上海人，中国固体力学家，曾任南京航空学院教授、博士生导师，中国振动工程学会副理事长。